# Oskar Kranjc
Oskar Kranjc, slovenski gledališki  in filmski igralec, 20. oktober 1987, Maribor.
Osnovno šolo je obiskoval v Lovrencu na Pohorju, končal srednješolsko izobraževanje na Škofijski gimnaziji Antona Martina Slomška v Mariboru. Leta 2013 je diplomirala na AGRFT, program dramska igra in umetniška beseda.

## Gledališke vloge
- 2008 - Preizkus (igralec)
- 2008 - Variacije na smrt Trockega / Variations on the Death of Trotsky (igralec)
- 2008 - Besede, besede, besede / Words, Words, Words (igralec)
- 2008 - Umetnost giba I., II., III. letnik (nastopajoči)
- 2008 - Sestrična / The Cousin (statist)
- 2009 - Borutovo poletje (igralec)
- 2009 - Medved, Snubač, Jubilej (igralec, igralec, igralec)
- 2009 - Tartuffe ali Prevarant / Tartuffe ou l'Imposteur (igralec)
- 2009 - Umetnost giba I., II., III. letnik (nastopajoči)
- 2010 - Življenje je sen / La vida es sueño (igralec)
- 2010 - George Dandin / George Dandin (igralec)
- 2010 - Metoda Butoh (plesalec)
- 2010 - Plešasta pevka / The Bald Soprano (igralec)
- 2010 - Tiskovna konferenca (nastopajoči)
- 2011 - Lepotica in zver (igralec)
- 2011 - Metoda Butoh, IV. letnik / Method Butoh, IV. year (plesalec)
- 2011 - Pod perutnico noči (glasovni interpret)
- 2011 - Zavratne igre / Jeux de massacre (igralec)

Vir: eKumba

## Filmske in televizijske vloge
- 2011 - Kako izuriti svojega zmaja / How to Train Your Dragon (film, Škilek, sinhronizacija)
- 2011 - Trdoglavci (televizija, policaj Milivoj Gojek - Miki)